# Shelly Simon
Shelly Simon, gespeeld door actrice Elisabeth Harnois, is een personage uit de televisieserie One Tree Hill.

## Seizoen 4
De kijker ontmoet Shelly voor het eerst als de tiener die Brooke Davis ervoor wil behoeden een abortus te ondergaan. Brooke, die niet snapt dat Shelly zo serieus reageert op haar, krijgt van Glenda Farrell te horen dat Shelly ooit een flirtster was die op kamp zwanger werd en van haar ouders abortus moest laten plegen. Hier is ze niet meer overheen gekomen. Sindsdien is Shelly de leider van de Clean Teens, een groep studenten die maagd blijven tot het huwelijk. Brooke en Rachel Gatina worden hier ook lid van, ondanks het feit dat ze dit enkel doen als alibi.
Later leert ze tijdens een klassenproject Mouth McFadden kennen. Ze wordt verliefd op hem, zoent hem, en accepteert zijn aanbod om met hem naar het schoolbal te gaan. Echter, ze schrikt wanneer ze met hem naar bed gaat, vanwege haar functie als Clean Teen. Ze verkiest haar functie boven hem en verlaat Mouth.